# Commercial Titan III
«Титан CT-3» (от англ. Commercial Titan III — букв. Коммерческий Титан-3 или CT-III) — американская двухступенчатая ракета-носитель среднего класса, семейства Титан. Ракета-носитель была разработана в 1990 году компанией Martin Marietta (ныне — Lockheed Martin) на базе ракеты-носителя Titan 34D.
В сравнении с Titan 34D, РН Титан CT-3 обладала удлинённой второй ступенью и увеличенной головной частью для реализации возможности запуска одновременно двух космических аппаратов. Всего было произведено четыре запуска, из них один был неудачный. В связи с высокой стоимостью запуска (выше, чем конкурирующая Ариан-4) в 1992 году эксплуатация ракеты-носителя была прекращена.